# Ван Гилс, Максим
Максим Ван Гилс (нидерл. Maxim Van Gils; род. 25 ноября 1999 года, Брасхат, Бельгия) — бельгийский профессиональный шоссейный велогонщик, выступающий за команду Red Bull–Bora–Hansgrohe. Победитель Эшборн — Франкфурт 2024 и этапов на Тур Саудовской Аравии и Рута дель Соль.

## Карьера
Максим Ван Гилс начал карьеру в юниорской команде WAC Team Hoboken, после чего перешёл в молодёжную команду Lotto Soudal. В юниорские годы совмещал шоссейные гонки с велокроссом, выиграв несколько гонок, включая La Classique des Alpes на шоссе.
В 2021 году подписал контракт с Lotto Soudal и дебютировал на Вуэльте Испании. В 2022 году одержал первую профессиональную победу, выиграв 4-й этап Тура Саудовской Аравии, а также занял 7-е место на Милан — Сан-Ремо-2024.
В 2024 году выиграл Eschborn-Frankfurt, опередив Тадея Йоханнесена и Бени Исааке. В том же году перешёл в Red Bull–Bora–Hansgrohe.

## Достижения
2017
- Победа в La Classique des Alpes Juniors

2019
- Победа на 2-м этапе Тур Наварры

2022
- Победа на 4-м этапе Тур Саудовской Аравии
- Победа в генеральной классификации и молодёжной классификации Тур Саудовской Аравии

2024
- Победа на 3-м этапе Рута дель Соль
- Победа в Eschborn-Frankfurt
- Победа в Гран-при Кантона Аргау

2025
- Победа на 1-м этапе Рута дель Соль
- Победа в очковой классификации Рута дель Соль
- Победа на 3-м этапе Тур Норвегии

### Гранд-туры
| Гранд-тур       | 2021 | 2022 | 2023 | 2024 | 2025 |
| --------------- | ---- | ---- | ---- | ---- | ---- |
| Тур де Франс    |      |      | 59   | сход |      |
| Джиро д’Италия  |      |      |      |      |      |
| Вуэльта Испании | 88   | сход |      |      |      |